# 汉堡伊斯兰中心
汉堡伊斯兰中心（德语：Islamisches Zentrum Hamburg）是德国和欧洲最古老的清真寺之一，位于德国北部的汉堡，由一批伊朗移民和商人创立于1950年代末，迅速发展成为西方世界领头的伊斯兰中心之一。
穆罕默德·贝赫什提、穆罕默德·哈塔米等许多伊朗神学家和政治家都曾在此度过许多时间，研究西方的科学和哲学，促成西方对伊斯兰教的理解作出了贡献。

## 历史
1953年，在大西洋凯宾斯基酒店的一次会议上，一群德国的伊朗居民提出需要建立自己的宗教中心。大阿亚图拉同意捐赠捐赠10万里亚尔。工程始于1960年，到1965年已完工。同年穆罕默德·贝赫什提任中心的领袖。
在1970年代，中心在推动在西方的伊朗学生反对沙阿扮演重要角色，并最终为伊朗伊斯兰革命作出贡献。
2007年，该中心宣布成立欧洲第一个什叶派联盟。